# Michele Greene
Michele Dominguez Greene, född 3 februari 1962, är en amerikansk skådespelare och författare.
Greene är mest känd för att medverkat i fem säsongen av dramaserien Lagens änglar i rollen som Abby Perkins, en roll som hon 1989 nominerades för en Primetime Emmy Award för bästa biroll.

## Biografi
Greene föddes i Las Vegas där pappan var chef för en kasinobar och modern sångare och dansare från Mexiko och Nicaragua. Pappan dog när Greene var bara 4 månader gammal och kom att växa upp tvåspråkig med mamman och en fyra år äldre bror i Los Angeles. Hon började gå dramalektioner på high school för att överkomma blyghet. 
Greene klarade inträdesproven och erhöll stipendium för att gå dramautbildningen på University of Southern California, från vilket hon tog en Bachelor of Fine Arts 1983. Inte långt efter examen fick hon en roll i dramakomedin Bay City Blues av Steven Bochco. Den serien lades ned efter en halv säsong, men Bochco kom ihåg Greene och kom tre år senare att erbjuda henne en roll i sin nya serie som han gjorde på uppdrag av 20th Century Fox för NBC: Lagens änglar. Den serien var emellertid både en publikmässig och kritikerrosad framgång och erhöll åtskilliga Primetime Emmys och Golden Globes. Under 1991 gjorde Greenes och Amanda Donohoes rollfigurer en då uppmärksammad lesbisk kyss. Greene lämnade Lagens änglar under 1991 och har därefter främst medverkar i TV-filmer och gästroller i olika TV-serier.
Greene har skrivit två ungdomsromaner Chasing the Jaguar: A Martika Gálvez Mystery (2006, Harper Collins) samt Keep Sweet (2010, Simon & Schuster).

## Filmografi (urval)
- 1979 – Laverne & Shirley (TV-serie) (1 avsnitt)
- 1982 – The Dukes of Hazzard (TV-serie) (1 avsnitt)
- 1983 – Bay City Blues (TV-serie) (8 avsnitt)
- 1984 – Highway to Heaven (TV-serie) (1 avsnitt)
- 1985 – Simon & Simon (TV-serie) (1 avsnitt)
- 1986–1991 – Lagens änglar (TV-serie) (huvudroll)
- 1987 – Matlock (TV-serie) (1 avsnitt)
- 1993 – Småstadsliv (TV-serie) (1 avsnitt)
- 1994 – Tvillingarna i trubbel
- 1997–2001 – Diagnos mord (TV-serie) (3 avsnitt)
- 1999 – En andra chans (TV-serie) (1 avsnitt)
- 2000 – Stargate SG-1 (TV-serie) (1 avsnitt)
- 2002–2009 – CSI: Crime Scene Investigation (TV-serie) (2 avsnitt)
- 2002 – L.A. Law: The Movie (TV-film)
- 2002 – På heder och samvete (TV-serie) (1 avsnitt)
- 2003 – Killer Flood: The Day the Dam Broke (TV-film)
- 2004 – Jordan, rättsläkare (TV-serie) (1 avsnitt)
- 2004 – Vem dömer Amy? (TV-serie) (1 avsnitt)
- 2005 – Nip/Tuck (TV-serie) (1 avsnitt)
- 2005 – Six Feet Under (TV-serie) (1 avsnitt)
- 2006 – The Unit (TV-serie) (4 avsnitt)
- 2007 – Cold Case (TV-serie) (1 avsnitt)
- 2008 – Bones (TV-serie) (1 avsnitt)
- 2010 – Big Love (TV-serie) (3 avsnitt)
- 2011 – CSI: Miami (TV-serie) (1 avsnitt)